# 猫クラミジア
猫クラミジア（クラミジア・フェリス、Chlamydia felis）とは世界中の飼育されているネコの間で分布する結膜炎、鼻炎、呼吸器症状の原因となるクラミジアの1種。猫クラミジアは回復したネコの胃や生殖器から分離される。猫クラミジアによるヒトでの発症が報告されている。 FP Pring株とFP Cello株は染色体外プラスミドを有するが、FP Baker株は有しない。FP Cello株はマウスに致死的な疾病を引き起こすが、FP Baker株では引き起こさない。弱毒化FP Baker株はネコ用の生ワクチンとして利用される。
元々は"Chlamydia psittaci"に分類されていたが、1999年にクラミジア全体の分類が系統解析により再分類され、Chlamydophila felisと命名された。2015年に再度分類が見直され、クラミジア属に変更となった。